# Conte de Fontana (Stradivarius)
Le Stradivarius Conte de Fontana (ou Peterlongo ou Oïstrakh) est un violon fabriqué en 1702 par le luthier de Crémone Antonio Stradivari. Il doit son nom à l'un de ses propriétaires, le comte Fontana.
Le Conte de Fontana est connu pour avoir été joué par le soliste David Oïstrakh. Il s'agissait de l'un de ses deux violons préférés, conjointement avec le Stradivarius Marsick (1705).

## Description

### Authenticité et origine du surnom
Le Conte de Fontana est un violon fabriqué par le luthier crémonais Antonio Stradivari en 1702. Cette date est confirmée par l'étiquette de l'instrument.

« Antonius Stradivarius Cremonensis / Faciebat anno 1702. »

— Inscription sur l'étiquette du Stradivarius Conte de Fontana
Le violon est surnommé « Conte de Fontana » en référence à l'un de ses propriétaires, le comte Fontana,.

### Caractéristiques
Le Stradivarius Conte de Fontana est un violon du début de l'âge d'or de Stradivari. Malgré cela, sa forme et ses dimensions le classe plutôt parmi les violons de la première période réalisés dans les années 1690.
Le fond du violon est composé d'une pièce et mesure un peu moins de 35,5 centimètres de long. Les ondes sont étroites et relativement peu marquées pour un Stradivarius. La largeur maximale de l'instrument dans son tiers supérieur (proche de la touche) est d'environ 16,8 centimètres et d'environ 20,7 centimètres dans son tiers inférieur (niveau du cordier). La largeur minimale au niveau des C est de 10,8 centimètres,.
La table d'harmonie du Conte de Fontana est constituée de deux pièces de sapin. Le grain du bois est fin : il est notamment très fin au niveau des aigües et tend à grossir vers les graves. Une légère cassure sur la table d'harmonie a été réparée,.
Les éclisses du violon sont faites d'un bois fortement ondé. D'après Jacques Français, elles présentent de grandes qualités esthétiques.
La tête du Stradivarius présente des marques de réparations à la suite d'une cassure,.
Le vernis du Conte de Fontana est rouge vif avec des reflets dorés. Il confère à l'instrument une grande beauté.

### Qualité sonore
Le Conte de Fontana était l'un des deux violons préférés de David Oïstrakh,,.

### Luthiers et experts en charge de l'instrument
Leandro Bisiach a suivi le Conte de Fontana. Il a notamment réparé la tête de l'instrument et a servi d’intermédiaire lors d'une vente de l'instrument.
Marcel et Étienne Vatelot ont également eu la charge du Stradivarius,.

## Histoire
Les premières années du Conte de Fontana sont mal connues des spécialistes. Sans qu'il ne soit possible de déterminer les dates, le Stradivarius semble entre en possession du comte Fontana, vraisemblablement par l'entremise de Leandro Bisiach. Il est conservé par la famille, notamment la comtesse, jusqu'en 1905,.
Vendu par la comtesse Fontana à Camillo Folzter, le Conte de Fontana est ensuite cédé à Marcel Vatelot par celui-ci,.
En 1955, Étienne Vatelot vend le Stradivarius à David Oïstrakh. Celui-ci le conserve pendant 11 années avant d'acquérir le Marsick (1705),.
Le Conte de Fontana est ensuite vendu à différentes personnes sans que les dates et les identités ne soient connues.

## Propriétaires
Les propriétaires et musiciens attestés sont les suivants, :
| Propriétaire                 | Depuis | Jusqu'en | En   |
| ---------------------------- | ------ | -------- | ---- |
| Paolo Ferrari                |        |          |      |
| Comte Fontana                |        |          |      |
| Fondation Pro Canale - Milan |        |          |      |
| Comtesse Fontana             |        | 1905     |      |
| Camillo Folzter              | 1905   |          |      |
| Étienne Vatelot              |        | 1955     |      |
| David Oïstrakh               | 1955   | 1966     |      |
| Inconnu                      |        |          |      |
| Inconnu                      |        |          | 1987 |